# Кызыл-Джылдыз (Ноокенский район)
Кызыл-Джылдыз (кирг. Кызыл-Жылдыз) — село в Ноокенском районе Джалал-Абадской области Кыргызстана. Входит в состав Ноокатского айылного аймака.

## География
Село расположено в южной части области, на расстоянии приблизительно 9 километров (по прямой) к западо-юго-западу от села Масы, административного центра района. Абсолютная высота — 580 метров над уровнем моря.

## Население
Согласно оценочным данным Национального статистического комитета Кыргызской Республики, численность населения села на начало 2023 года составляла 847 человек.
| год     | 2009 | 2014 | 2015 | 2020 | 2021 | 2023 |
| ------- | ---- | ---- | ---- | ---- | ---- | ---- |
| человек | 1194 | 621  | 794  | 803  | 802  | 847  |